# Renan Calheiros
José Renan Vasconcelos Calheiros (Murici, 16 de septiembre de 1955) es un político brasileño, fue presidente de Senado Federal de Brasil de 2013 a 2015 y de 2015 a 2017. A pesar de haber estudiado Derecho y ser frecuentemente apuntado como abogado, su nombre no consta en el Catastro Nacional (CNA) de la OAB como inscrito en ninguna de las secciones de la Orden.
Cumple su tercer mandato en Senado Federal de Brasil, (1994/2002 - 2002/2010 - 2010/2018) como representante de su estado natal, Alagoas. Fue Presidente del Senado Federal de Brasil de 2005 hasta 2007, cuando renunció al cargo, después de varias denuncias de corrupción contra él que polarizaron a la opinión pública. En el ámbito político, fue absuelto por votación de sus pares en el Senado.

## Biografía
Hijo de Olavo Calheiros Novais y Ivanilda Vasconcelos,  Renan Calheiros tiene siete hermanos, tres de ellos, Olavo, Renildo y Remi, que cómo él, también optaron por la carrera política - los dos primeros como diputados federales: Olavo por Alagoas y Renildo por Pernambuco, entre 1991 y 1995 y Remi como alcalde de Murici, entre 1999 y 2003. 
Renan Calheiros está casado con la artista plástica Maria Verônica Rodrigues Calheiros y tiene, de esa boda, tres hijos. Uno de ellos, Renan Calheiros Filho, fue gobernador electo del Estado de Alagoas. Renan tiene también una hija, Maria Catharina Freitas Vasconcelos Calheiros, nacida de una relación extraconjugal con la periodista Mônica Veloso, escándalo que lo llevó a enfrentarse a un proceso judicial, del cual fue absuelto en 12 de septiembre de 2007.
Desde 1994 es uno de los tres representantes del estado de Alagoas en Senado Federal, casa de la cual fue presidente de 2005 a 2007 y es el actual presidente, habiendo sido elegido en febrero de 2013 
Renan Calheiros es autor de cuatro libros: En Defensa de un Mandato Popular, Contadores de Balelas, Del Limón, una Limonada y Sin justicia no hay ciudadanía. Fue considerado por la Revista Época uno de los 100 brasileños más influyentes del año de 2009.

## Actuación política

### Inicio de la carrera
A finales de la década de 1970, el estudiante universitario Renan Calheiros ya daba señales de que acabaría siguiendo la carrera política cuando presidió el directorio académico (DAC) del área de ciencias humanas y sociales de la Universidad Federal de Alagoas y se filiou al subtítulo del Movimiento Democrático Brasileño (MDB), partido de oposición al Régimen Militar. Lo Brasil de entonces aún vivía bajo la dictadura y el régimen político era bipartidário.

### Diputado provincial (1978-1982)
En noviembre de 1978 se candidateó y fue elegido diputado provincial por el MDB. Con la extinción del bipartidarismo y la consecuente reorganización partidaria, filiou-si al Partido del Movimiento Democrático Brasileño (PMDB), sucesor del MDB. Entre 1980 y 1981 fue el diputado provincial líder de la bancada del PMDB en la Asamblea del Estado de Alagoas.
En la época, el alcalde de la ciudad de Maceió era Fernando Collor de Mello, blanco de feroces críticas del PMDB. En sus discursos en la Asamblea, Renan llamaba el alcalde de "príncipe heredero de la corrupción".
En 1982 recibe el diploma de la Facultad de Derecho de la Universidad Federal de Alagoas y es electo diputado federal, el mes de noviembre, cambiándose para Brasilia con la esposa, Maria Verônica.

### Diputado federal
En su primer mandato como diputado federal, de 1982 a 1986, fue titular de tres comisiones: Comisión de Trabajo y Legislación Social (CTLS), Comisión de Constitución y Justicia (CCJ) y Comisión de Trabajo, Comercio e Industria (CTCI). Se posicionó contra todos los decretos-leyes que determinaron el arrocho salarial y a favor del proyecto de ley que prohibía el despido imotivada del trabajador.
En 1984 asumió el viceliderazgo del PMDB, ocupándola hasta el año siguiente. En 25 de abril de 1984, la Cámara de los Diputados se reunió para votar la enmienda Dante de Olivo, que proponía el restablecimiento de las elecciones directas para presidente de la República en noviembre del mismo año. Este día, Calheiros estaba de licencia.
En 15 de enero de 1985 el colegio electoral eligió el minero Tancredo Nieves presidente de la república por la Alianza Democrática, una unión del PMDB con el Frente Liberal (disidentes del extinto PDS). El Frente Liberal acabaría por transformarse en el extinto PFL, hoy Demócratas. Calheiros votó con el partido, en Nieves, pero este no llegó a asumir: falleció el día 21 de abril, irónicamente, día de Tiradentes, un minero que hube muerto por la libertad. Quién asumió fue el hombre que un día vendría a hacerse gran aliado de Renan Calheiros: José Sarney. El maranhense ya venía ejerciendo el cargo de presidente de la república interinamente desde 15 de marzo.
Aún en 1985, Renan enfrentó una disputa interna en su partido para ser el candidato peemedebista al ayuntamiento de Maceió, pero fue derrotado por Djalma Falcão. Fue entonces elegido para la presidencia regional del PMDB, con el apoyo del usineiro João Lyra. Calheiros se candidató nuevamente y fue reelegido diputado federal con la mayor votación del PMDB y la segunda mayor del estado de Alagoas, obteniendo un total de 54.888 votos.

### Segundo mandato
Reelegido en 1986 para un segundo mandato hasta 1991, Renan fue titular de algunas subcomisiones y suplente de otras. En 1987 fue elegido vicepresidente del PMDB de Alagoas. Llegó a viajar a China, a invitación del gobierno chino, y a ocupar la Secretaría de Educación del Estado de Alagoas.
En 5 de octubre de 1988, fecha de la promulgación de la nueva constitución nacional, Renan asumió la Comisión de Constitución y Justicia. Defendió el parlamentarismo y la reglamentación del derecho de huelga, inclusive del operario público, además de la garantía de todas las conquistas sociales aseguradas en la carta magna (cómo es conocida la constitución). En la cuestión de la reforma agraria, defendió no sólo la limitación del derecho de propiedad, pero también la desapropiación de tierras improductivas.

#### Asesoría de Fernando Collor
En noviembre y diciembre de 1989 fueron realizadas las primeras elecciones directas para la Presidencia de la República, después de 25 años de régimen militar. Afiliado al Partido de la Reconstrucción Nacional (PRN), Renan Calheiros asumió la asesoría de Fernando Collor de Mello, candidato a la presidencia de la República. 
La primera etapa del proceso electoral se realizó en 15 de noviembre, concentrando la disputa entre Fernando Collor de Melo y Luiz Inácio Lula de Silva, del Frente Brasil Popular, coligação de izquierda comandada por el Partido de los Trabajadores (PT). La campaña se hube caracterizado por una aguda polarização entre los dos postulantes. La victoria de Collor se confirmó en el segundo turno, realizado en 17 de diciembre, y el margen de votos fue pequeña. El mismo mes, ya como líder del PRN en la Cámara, Renan Calheiros garantizó que el paquete de emergencia a ser bajado por la presidencia para sanear el país y viabilizar la reanudación del crecimiento económico promovería reformas en las áreas patrimonial, fiscal y administrativa, además de definir las nuevas políticas de renegociación de la deuda interna y externa. Anunció también una devassa en la administración de José Sarney.
En marzo de 1990, tan luego se hizo líder del gobierno en el Congreso Nacional, Renan Calheiros divulgó el paquete de medidas bajado por Collor, entre las cuales se destacaba lo confisco de cuota de los activos depositados en cadernetas de ahorro.
Candidato al gobierno de Alagoas, Renan inició una acirrada disputa política con el diputado federal Geraldo Bulhões, otro amigo personal del presidente. Invitado a asumir la carpeta de la agricultura en sustitución a Joaquim Roriz - indicación hecha por Collor, que así intentaba resolver el impasse provocado pela pelea entre los dos amigos - rechazó la invitación, declarando que permanecería en el liderazgo del gobierno hasta junio.
En abril, afirmó que el gobierno había obtenido la aprobación de las medidas provisionales relativas al Plan Collor en el Congreso sin negociar cargos públicos, lo que consideraba "una verdadera revolución". Declaró: "Lo Brasil cambió en diciembre, el Congreso en abril, y quién no entendió eso va a perder el tranvía de la Historia".
En 25 de abril rebatió acusaciones hechas por el líder del PMDB en la Cámara, Ibsen Abeto, de que el gobierno estaría practicando fisiologismo en sus relaciones con los parlamentarios, afirmando que los 38 diputados del PMDB que habían votado favorablemente a la reforma monetaria no habían sido cooptados, pero actuado en la "convicción de la sintonía de su gesto con la gana mayoritaria del pueblo brasileño de ver aprobado el plan de estabilización económica". El día siguiente, sin embargo, admitió que al enviar para el Congreso la Medida Provisional n.º 180, que regulaba los poderes de la ministra de la Economía, Zélia Cardoso de Melo, en relación a los plazos y límites de saqueo del dinero bloqueado por la reforma monetaria, hube cometido un grave error, dando a la oposición la oportunidad de alterar lo que el gobierno consideraba la espina dorsal del plan económico.
En junio, ante la amenaza de desagregación de la mayoría parlamentaria que apoyaba el gobierno, y que reivindicaba nombramientos para cargos del segundo escalón, Renan Calheiros presentó un proyecto de resolución para que los líderes de partidos con como mínimo 80 parlamentarios pudieran exigir la votación nominal de materias en cualquier momento de las sesiones. A finales de junio, dio inicio a su campaña al gobierno de Alagoas, acusando Bulhões de ofertar dinero a diputados provinciales en la tentativa de granjear apoyos. A pesar de la adhesión de ministros de Estado en pronunciamientos vehiculados en la TELE, las investigaciones electorales indicaron el ascenso de Bulhões. Sorprendido, Renan criticó la participación del entonces gobernador de Alagoas, Moacir Lopes de Andrade, en la campaña de su adversario.
En octubre de 1990, así que las primeras urnas fueron filtradas apuntando la ventaja de Geraldo Bulhões, Calheiros lo acusó de fraudar la elección, conflitando directamente con el Palacio del Planalto, ya que el tesorero de la campaña del PRN fuera el empresario, abogado y amigo personal de Collor, Paulo César Harías, que había desempeñado idéntica función en la campaña presidencial de 1989. A mediados de noviembre, inconformado con el silencio del presidente en faz de las acusaciones de fraude electoral, rompió con él, acusándolo de traición. Derrotado en el primero y en el segundo turnos, Renan Calheiros anunció que se retiraría del PRN. Dejó la Cámara de los Diputados al término de la legislatura, en enero de 1991.

#### Del impeachment a la elección de FHC
Instaurada la grave crisis política que se desencadenó a partir de la divulgación de las denuncias del empresario Pedro Collor, hermano de Fernando Collor, sobre la existencia de un gran esquema de corrupción en el gobierno, envolviendo el propio presidente y Paulo César Harías, en mayo de 1992, Renan Calheiros acusó PC de comandar un "gobierno paralelo". El mes siguiente, afirmó que Collor tenía conocimiento del esquema, y pidió el impeachment del presidente. Instalada la comisión parlamentaria de interrogatorio que investigó las actividades de P.C. Harías, Calheiros prestó testimonio, confirmando sus acusaciones y denunciando la existencia de un "alto mando" de la corrupción, acogido en el Planalto, integrado por el ministro-jefe del Gabinete Militar, Agenor Hombre de Carvalho, por el exsecretario de Asuntos Estratégicos, Pedro Paulo Leoni Ramos, y por el exsecretario de la presidencia de la República, Cláudio Vieira.
Según Renan Calheiros, una de las formas de actuación de ese esquema era la centralización de los nombramientos para cargos en el gobierno, todas ellas sometidas a una comisión informal presidida por PC. La primera-dama, Rosane Collor, entonces presidente de la Legião Brasileña de Asistencia (LBA), habría enviado 250 mil cestas básicas la Alagoas, a fin de influenciar el eleitorado a votar en Geraldo Bulhões en las elecciones de 1990. Collor hube llegado aún a meditar el nombramiento de su mujer para el Ministerio de la Acción Social, y era Paulo César Harías quien pagaba los extractos de tarjeta de crédito de Rosane. Representantes del gobierno en la CPI rebatieron tales afirmaciones, acusándolo de usar en sus campañas electorales, también, presupuestos suministrados por Paulo César Harías. Acusado de calúnia, injuria y difamação por Collor, Calheiros compareció al Departamento de Policía Federal y presentó como pieza de su defensa el informe final de la misma comisión, que responsabilizaba el presidente por haber sido omisso en la apuração de tráfico de influencia en su gobierno.
En la sesión de la Cámara de los Diputados de 29 de septiembre de 1992, fue aprobada la apertura del proceso de impeachment de Collor. Alejado de la presidencia, Collor renunció al mandato en 29 de diciembre de 1992, horas antes de la conclusión del proceso por Senado Federal, que decidió por su impedimento. Fue entonces realizado en la presidencia de la República el vice de Collor, Itamar Franco, que ya venía ejerciendo el cargo interinamente desde 2 de octubre.
En octubre de 1992, Renan Calheiros volvió a la ciudad natal para hacer la campaña del padre, Olavo Calheiros, candidato al ayuntamiento de Murici por el subtítulo del PMDB. En la ocasión, él denunció la práctica del voto-carbono, artificio utilizado por Glauber Tenório, del Partido de la Social Democracia Brasileña (PSDB), apoyado por Paulo César Harías, también natural de Murici, a través del cual los electores comprobaban su voto mediante la impresión en papel-carbono de la cédula electoral.
Vicepresidente ejecutivo de la Petrobras Química S.A. (Petroquisa) (de 1993 a 1994), Renan Calheiros firmó el compromiso de evitar la creación de oligopólios y criticó la privatización de la empresa, del grupo de la Petróleo Brasileño S.A. – Petrobras.

### Senador

#### Primer mandato (1995 - 2002)
En octubre de 1994, Renan Calheiros se eligió senador con 235.332 votos, asumiendo el mandato en febrero de 1995.
En abril de 1995, coordinó el grupo de trabajo de Reforma y Modernización de Senado Federal, constatando los inmensos gastos del Congreso brasileño - 1,5 mil millones de dólares anuales para 10 mil operarios, contra los dos mil millones de dólares y 32 mil operarios del Congreso americano. Delante de eso, declaró que pretendía acabar con el "desperdício y la inercia administrativa". Nombrado según-secretario de Senado (de 1995 a 1997), presidió, a partir de julio de 1995, la Comisión Representativa del Congreso, y desde octubre, la Comisión Mixta de Planes, Presupuesto Público y Fiscalización, que examinó la propuesta de Presupuesto de 1996 y formuló la denuncia de manipulación de los presupuestos presupuestarios por un grupo de diputados que quedó conocido como "enanos del presupuesto". Al largo de los trabajos, Calheiros fue encargado de escoger los relatores que investigarían las cuentas del gobierno Collor.
Presidente de la Comisión de Desarrollo del Valle del Son Francisco (1995) y presidente nacional de la Campaña Nacional de Escuelas de la Comunidad (1995-1996), en marzo de 1996, fue indicado para integrar la llamada "CPI de los Bancos", creada para filtrar irregularidades en el sistema financiero, en especial con respecto a la actuación del Banco Céntrico. Instaurada con el apoyo del grupo liderado por el presidente de Senado, José Sarney (PMDB), del cual formaba parte, y contra la gana de la bancada de apoyo al presidente Fernando Henrique Cardoso, ni llegó a iniciar sus trabajos.
En junio de 1997, juntamente con los senadores alagoanos Teotônio Vilela Hijo (PSDB) y Guilherme Palmeira, del extinto Partido del Frente Liberal (PFL), Renan Calheiros actuó en las negociaciones entre el gobierno federal y el gobierno de Alagoas, con vistas al encaminhamento de soluciones para la crisis financiera y la rolagem de deuda provincial, y que llevaron a la renuncia del gobernador Divaldo Suruagi, sustituido por el vice, Manuel Gomes de Barros (PTB), y a la reforma de todo el secretariado provincial.
En agosto, Calheiros fue designado relator de la enmienda constitucional que prorrogó el Fondo de Estabilización Fiscal (FEF) hasta diciembre de 1999. El FEF dio al gobierno poderes para gastar hasta 20% de las recetas presupuestarias antes vinculadas a las áreas de salud y de educación, siendo considerado vital, por el gobierno, para el equilibrio de las cuentas públicas. Renan condicionó la rápida aprobación del FEF la cambios en la llamada Ley Kandir - que hube redimido exportaciones e inversiones del recolhimento de Impuesto sobre Circulación de Mercancías y Servicios (ICMS) - como compensación por las pérdidas sufridas por los estados y municipios - y a la ampliación del número de municipios atendidos por el Programa Comunidad Solidaria.
A mediados del mismo año, votó a favor de la enmienda constitucional que preveía la reelección de presidente de la República, gobernadores y alcaldes sin desincompatibilização, y por el aumento del impuesto de renta, el fin de la jubilación especial de los magistrados, la destinação de presupuestos públicos para custear campañas electorales, la reforma de la sanidad social y la prórroga del FEF.
Titule de las comisiones de Constitución y Justicia, de Infraestructura, de Educación y de Asuntos Sociales de Senado Federal (de 1997 a 1998), con la reforma ministerial implementada por Fernando Henrique Cardoso, Renan Calheiros fue indicado por el senador Jader Barbalho (PMDB-PA) para ocupar el Ministerio de la Justicia de FHC, en sustitución a Iris Resende, que se desincompatibilizara para concursar al gobierno del estado de Goiás. A pesar de las resistencias a su nombre, una vez haber sido él líder del expresidente Fernando Collor, la indicación fue mantenida y Renan tomó posesión en 7 de abril de 1998.
Tres días después de asumir el ministerio, él y el ministro de la Reforma Agraria, Raul Jungmann, convocaron la Eldorado de los Carajás (sur del Pará) los dos jueces responsables por el juicio de la masacre de 19 trabajadores sin-tierra ocurrido en aquella localidad en 17 de abril de 1996. Renan Calheiros obtuvo informaciones sobre la marcha de los procesos y anunció que el juicio sería marcado el más rápido posible. En el ensejo, los dos ministros anunciaron el Programa Conjunto de Combate a la Violencia y a la Impunidad, incluyendo la creación de la "Vara Agraria" - la segunda del país, especializada en conflictos de tierra - el envío de más agrônomos del INCRA para acelerar a pasa revista de ochocientos mil hectáreas de tierra en la región, hasta el fin de aquel año, y la aplicación de 130 millones de reales en la reforma agraria en el sur del Pará. Calheiros anunció, también, que los soldados que estuvieran en el Pará pasarían a actuar en situaciones de conflicto de tierras, independientemente de consulta a la presidencia de la República y al Ministerio de la Defensa.
Los conflictos envolviendo la disputa por la posesión de tierra y entre entidades de trabajadores rurales y fazendeiros caracterizaron uno de los principales blancos de la acción del entonces ministro Calheiros. En mayo de 1998, Renan anunció la instauração, por la Policía Federal, de tres interrogatorios criminales contra nueve líderes del Movimiento de los Trabajadores Rurales Sin Tierra (MST) por incitação, apoyo a la organización y participación en saqueos en ciudades alcanzadas por la sequía, en el Nordeste. El mismo mes, determinó la apertura de interrogatorio con pedido de prisión preventiva contra el presidente de la Asociación Nacional de Productores Rurales, Narciso Clara, acusado de usar el programa Conexión Rural, de la TELE Eldorado, del Pará, para conclamar los fazendeiros de la región a formar milicias armadas y a reaccionar con violencia a las invasiones de sus propiedades.
El asesinato del delegado corregedor de São Paulo, Alcioni Serafim Santana, que filtraba la implicación de policías en el contrabando y en el narcotráfico, dio inicio a una seria crisis entre el entonces Procurador-General de la República, Geraldo Brindeiro, y la Policía Federal, institución bajo la jurisdicción del Ministerio de la Justicia. Presionado por Brindeiro, que denunció las amenazas de muerte hechas a procuradores de Río de Janeiro y de São Paulo, y por el propio presidente de la República, Renan Calheiros anunció la creación de una comisión especial responsable por la apuração de irregularidades en la Policía Federal.
En julio de 1998, Calheiros publicó un dossiê preparado por el Ministerio Público con nombres de 147 integrantes de la Policía Federal contra los cuales existían procesos criminales y administrativos. La lista incluía dos superintendentes provinciales y un subdirector, y fue analizada por comisión nombrada por el ministro para alejar policías envueltos en falcatruas. En la misma ocasión, el gobierno editó medida provisional para poder alejar, antes de la decisión judicial, los elementos envueltos. En el enfrentamiento del dossiê, divulgado por Calheiros, con las informaciones de la corregedoria de la Policía Federal, responsable por interrogatorios internos, la comisión descubrió que muchos policías citados en el dossiê ya habían sido dimitidos. Fueron excluidos de la lista, también, aquellos que continuaban en el cargo por decisión judicial. Con eso, solo cuatro policías podrían ser encuadrados de inmediato en la MP y alejados.
Durante su gestión en el Ministerio de la Justicia, Renan Calheiros también actuó en las áreas de defensa del consumidor y derecho económico, tomando iniciativas para coibir la agiotagem practicada por personas físicas y empresas, y promover la anulación o repaso de cláusulas de los contratos de las administradoras de tarjeta de crédito, consideradas abusivas.
El mismo mes, desempeñó las funciones de vicepresidente de la XI Conferencia de los Ministros de la Justicia de los Países Ibero-Americanos, realizada en Lisboa, y el mes de noviembre presidió el encuentro de los ministros del Interior del Mercosur, Bolivia y Chile, en Brasilia.
Mantenido en la carpeta de la Justicia por el presidente Fernando Henrique Cardoso al iniciar su segundo mandato presidencial en 1 de enero de 1999, Renan Calheiros dejó el cargo en julio, siendo sustituido por el abogado criminalista José Carlos Días. Enseguida, reassumiu su silla en Senado Federal.
Ejerció los cargos de presidente del Consejo Nacional de Tráfico (CONTRAN), del Consejo de los Derechos del Niño y del Adolescente (CONANDA), del Consejo de Defensa de los Derechos de la Persona Humana (CDDPH) y del Consejo Nacional de Seguridad Pública (CONASP). En 2002 fue uno de los mentores del Estatuto del Desarme.

#### Segundo mandato (2003 - 2007)
Reelegido senador en 2002, Calheiros y el PMDB decidieron apoyar el recién-empossado presidente Luiz Inácio Lula de Silva. José Sarney fue elegido presidente del senado federal este año, y ocupó el cargo hasta 2005, cuando Calheiros asumió la silla - que ocupó hasta diciembre de 2007, habiendo sido reelegido en febrero del mismo año.

##### El escándalo delRenangate

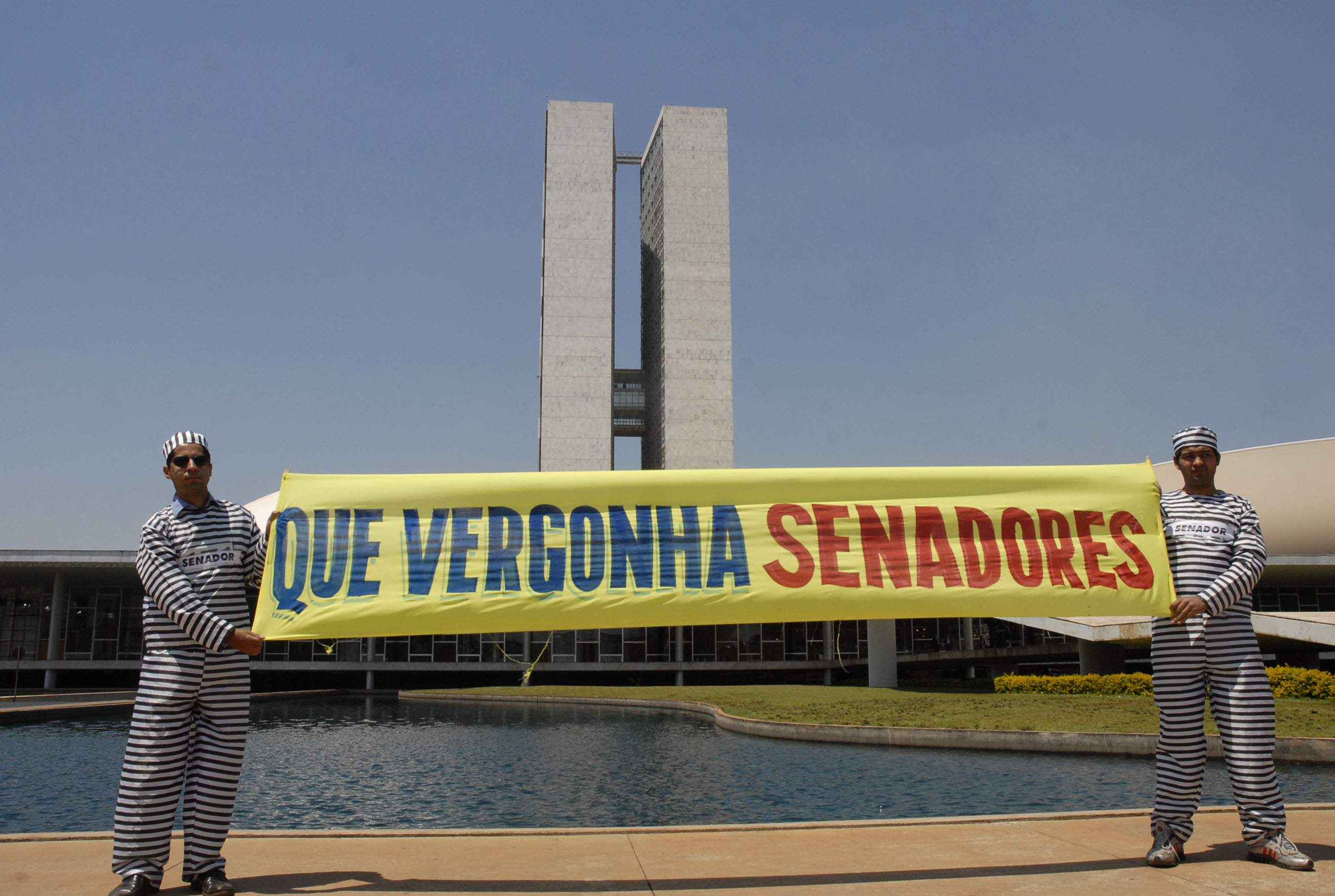
Manifestantes caracterizados como presidiarios protestan delante del Congreso Nacional contra la absolución del presidente del Senado, Renan Calheiros.

Un conjunto de denuncias de corrupción alcanzando Renan Calheiros ocupó los titulares de la prensa brasileña en 2007. El caso fue llamado de Renangate, neologismo aludiendo al escándalo del Watergate y otros que usaron la misma terminación -gate. La crisis comenzó en 25 de mayo, con la circulación de la noticia sobre el pago de la empresa Mendes Júnior a la examante de Renan, y perdurou hasta 11 de noviembre, cuando él renunció a la Presidencia de Senado.
Las denuncias comenzaron con la revelación, en reportaje de portada de la revista Vea, de que la empreiteira Mendes Júnior pagaba 12 mil reales por mes a la periodista Mônica Veloso. Según la revista, Mônica había sido amante de Renan y hubo tenido un hijo con él. A partir de entonces, una secuencia de denuncias en la mídia relató: la compraventa de radios en Alagoas, en sociedad con João Lyra, en nombre de naranjas; la ganancia con tráfico de influencia, junto a la empresa Schincariol, en la compraventa de una fábrica de refrigerantes, con recompensa millonaria; el uso de notas fiscales frías, en nombre de empresas fantasmas, para comprobar sus rendimientos; el montaje de un esquema de desvío de dinero público en ministerios comandados por el PMDB; y el montaje de un esquema de espionaje contra senadores de la oposición al gobierno Lula. En total, hubo seis representaciones en el Consejo de Ética de Senado de Brasil, por sus pares, pidiendo la cassação de Renan. Bajo presión del público, Renan desistió de la presidencia, aunque sin abandonar el mandato. El senador fue absuelto de todas las acusaciones (quiebra de decoro parlamentaria, tener gastos pagados por lobistas de empreiteiras y de haber practicado tráfico de influencias) y las denuncias y procesos fueron arquivados .
Durante el periodo, analistas políticos se acusaron mutuamente. Algunos, de manipular el público en prol de los partidos de oposición, PSDB y DEM; otros, de defender el Gobierno, de cuya base de apoyo Renan forma parte.

#### Tercer mandato (2011 - actualidad)
En las elecciones parlamentarias de 2010, Renan Calheiros fue elegido senador por el estado de Alagoas.

##### Presidencia de Senado

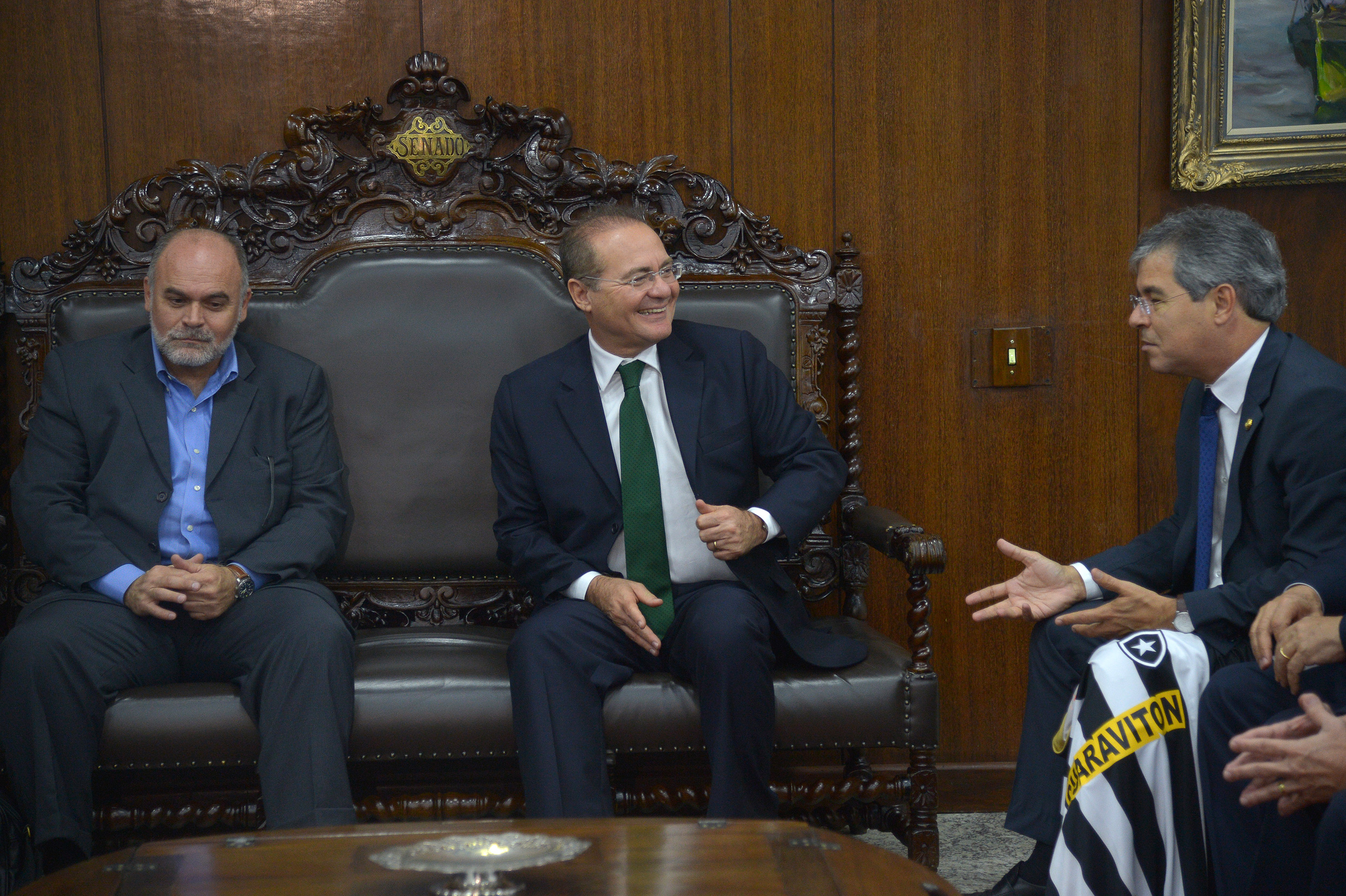
El presidente del Botafogo, Maurício Assumpção, el presidente de Senado, Renan Calheiros, y el senador Jorge Viana en reunión con representantes de la Unión de los Grandes Clubes del Fútbol Brasileño - Club de los Trece.

En 1 de febrero de 2013, fue elegido presidente de Senado para el bienio 2013-2014 con 56 votos a su favor.
Fue responsable por el corte de cerca de R$ 360 millones de gastos de Senado , con medidas como: exclusión cargos de autoridad y asesoramiento en los gabinetes, cortando la atención ambulatorial de la casa (ya que los operarios ya poseen plan de salud) y reducción del número de contratos con empresas terceirizadas.
Renan también apoyó la aprobación de la PEC de las domésticas, enmienda constitucional promulgada por Renan en el inicio de abril de 2013, que trajo más garantizabas a los empleados domésticos. En 24 de mayo de 2013, Renan Calheiros asumió interinamente la presidencia del país, debido a viajes realizados por los primeros en la línea sucessória, Dilma Rousseff, presidente; Michel Temer, vicepresidente; y el presidente de la Cámara de los Diputados, Henrique Eduardo Alves.
En el contexto de las manifestaciones de junio de 2013, Renan fue blanco de una de las peticiones más apoyadas por los protestantes que exigía ser alejado de sus funciones. El movimiento forarenan entregó oficialmente una petición popular con 1.6 millones de firmas.
Durante investigaciones del mega escándalo de corrupción del "Mensalão", Renan fue citado por el exdirector de Abastecimiento de Petrobrás, Paulo Roberto Costa, que adhirió a la delação premiada. Paulo Roberto Costa contó a la Justicia, en Paraná, que el peemedebista es uno de los beneficiados por el petrogate o petrolão. Paulo Roberto declaró que “los pagos” repasados hecho al senador “excedieron el techo de la cota repasada al PT, PMDB y PP”, partidos que indicaban los directores de la empresa. Él rizó que la propina superó los 3% para que “fuera incluido un valor para Renan”. 
En 19 de febrero de 2016, El Supremo Tribunal Federal (STF) recibe un nuevo pedido de investigación contra Renan Calheiros. El caso tramita en secreto de justicia y tuvo relación con la denuncia, hecha por la Procuraduría-General de la República (PGR), existente en la Corte sobre supuesto recibimiento de propina, para pago de gastos personales del parlamentario, de la constructora Mendes Júnior para presentar enmiendas que beneficiarían la empreiteira. El nuevo procedimiento de investigación encaminado al STF, esta vez, filtra las prácticas de los crímenes de peculato y lavado de dinero. La sospecha es de fraude contable y tributaria. La apuração será examinada por el ministro Luiz Edson Fachin, relator del caso en la Corte, pero que ya tiene casi 2 mil páginas existentes con base en una "noticia de hecho" sobre el caso. 
La PGR quiere investigar una movimentação financiera de 5,7 millones de reales conectada al presidente de Senado supuestamente incompatible con la renta del parlamentario.

## Sospechas de corrupción

### Operación Lava Jato
En testimonio de colaboración con el Ministerio Público Federal (MPF) en los términos de la delação premiada, el exdirector de la Petrobras, Paulo Roberto Costa, dijo que propina para Renan agujereó el techo de los 3% destinados a políticos. El ingeniero Shinko Nakandakari – operador de propina en nombre de la Galvão Ingeniería – como el doleiro Alberto Youssef afirmaron en sus delações que hubo pago de propina en las contrataciones de la obra de Refinería Premium I, en Bacabeira, en el Maranhão. En consonancia con Youssef la licitación de la terraplanagem ocurrió entre 2010 y 2011 “siendo acertado que las vencedoras serían la Galvão Ingeniería, Serveng y Fidens”. Él afirmó que “quedaba sabiendo con antelación” el nombre de las empresas que ganarían las licitaciones.
En diciembre de 2015, el ministro del STF, Teori Zavascki, autorizó la quiebra del sigilo bancario y fiscal de Renan Calheiros sospechó de implicación en fraudes en la contratación del consorcio Estaleiro Río Tietê por la Transpetro en 2010.
Hasta abril de 2016, Renan respondía a nueve procesos en la Lava Jato.

### Operación Zelotes
En abril de 2016, la relatora de la Operación Zelotes, ministra Cármen Lúcia del Supremo Tribunal Federal, abrió interrogatorio para filtrar supuesta implicación del presidente de Senado, Renan Calheiros, y del senador Romero Jucá, con la venta de enmiendas la medidas provisionales relacionadas al sector automotriz editadas por el gobierno federal. Renan y Jucá ya son investigados en otros interrogatorios de la Operación Lava Jato por implicación con fraudes en Petrobras. Es el 12º interrogatorio de Renan ante el STF.